# حضر

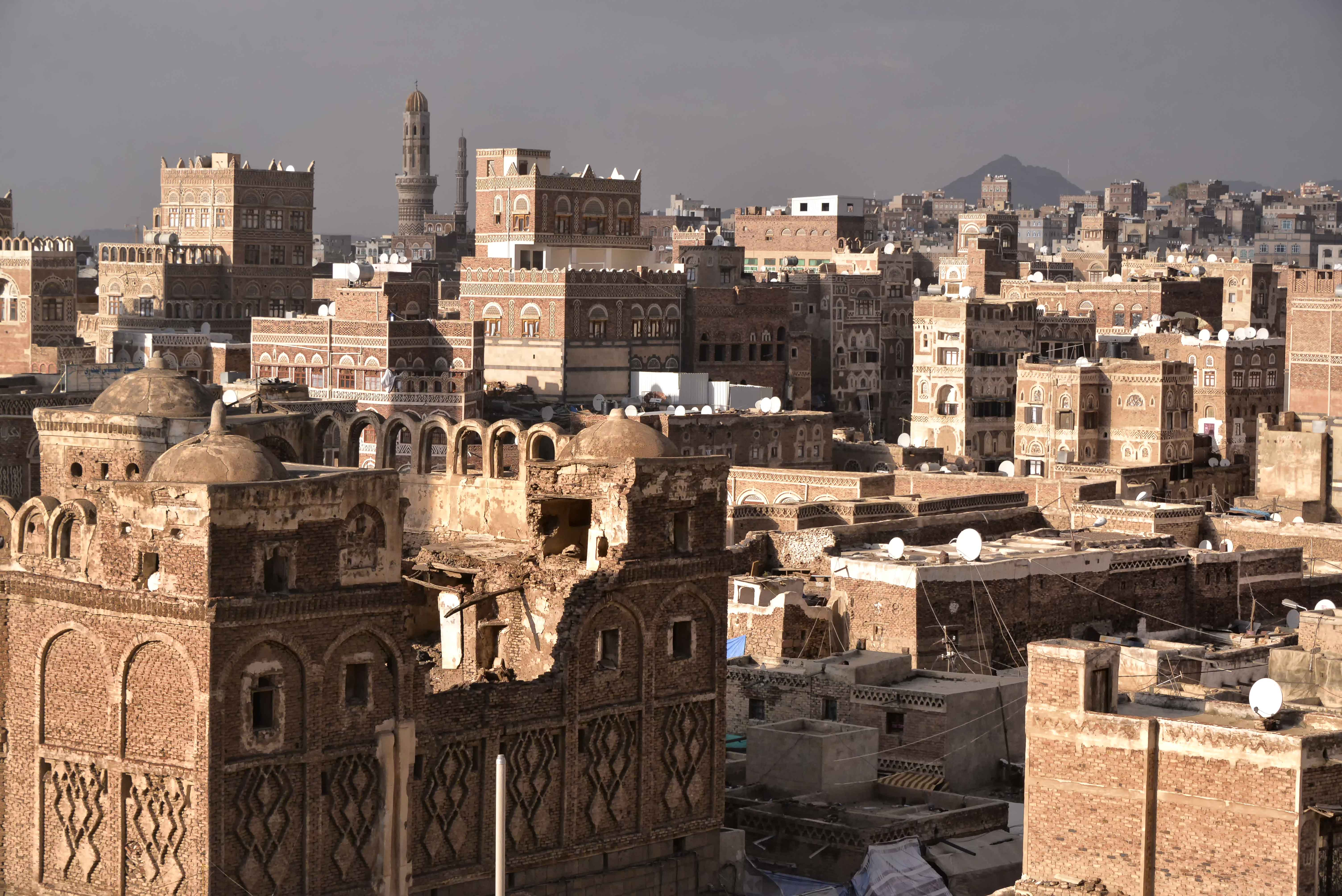
صنعاء القديمة

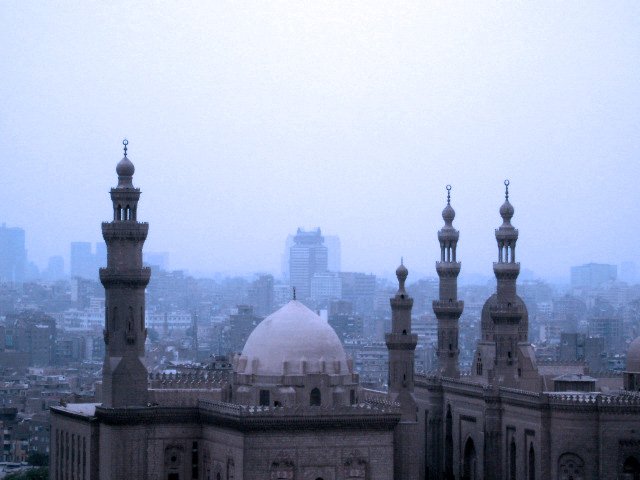
مسجد الرفاعي ومن وراءه خط أفق القاهرة

الحضر (بفتح الحاء والضاد) تعني سكان الحَضارَةُ أو السكن في الحَضَرِ أو المُدُنْ، وتطلق على سكان المدن من العرب، وهم القسم الثاني من العرب الذين سكنوا في شبه الجزيرة العربية واشتهروا بالتجارة كما اشتهروا ببنائهم بيوت من حجر وقلاع وحصون في الحجاز واليمامة وعمان.
- ومن الأمثلة على هذه المدن:
- مكة
- يثرب
- الحجاز
- اليمامة
- الطائف
- صنعاء
- القطيف